# Längtan till landet
"Längtan till landet", även känd som "Vintern rasat", är en svenskspråkig sång med text av Herman Sätherberg och tonsatt för manskör av Otto Lindblad 1839.
Sången är en av de mest typiska vårsångerna i Sverige och har anknytning till Valborgsmässoafton då den sjungs av studentkörer.
Texten publicerades ursprungligen som en vers i boken Jägarens vila, 1838. Några år efter visans tillkomst skrev Sätherberg ny text. Båda textversionerna börjar ungefär likadant. Den ursprungliga versionen är fyra strofer lång, den reviderade versionen har sex strofer. Det är de två första stroferna i den reviderade versionen som blivit kända.
Det "land" Herman Sätherberg längtade till när texten skrevs var Nolinge säteri i Grödinge socken. Sångtexten är publicerad i flera sångböcker.

## Publicerad i
- Jägarens vila, 1838 (som vers)
- Barnens svenska sångbok, 1999, under rubriken "Året runt".
- Svenska Skolkvartetten, 1:sta samlingen, 1952 (i sättning för fyrstämmig blandad kör)

## Inspelningar
En tidig inspelning gjordes i akustisk version av August Svenson i Stockholm i september 1909.